# تریستان پوتر
تریستان پوتر (آلمانی: Trystan Pütter؛ زادهٔ ۱۱ دسامبر ۱۹۸۰)بازیگر اهل آلمان است. وی دانش‌آموختۀ هنرهای نمایشی در کالج «مکس راینهایت سمینار» در دانشگاه موسیقی و هنرهای نمایشی وین است.
از فیلم‌ها یا مجموعه‌های تلویزیونی که وی در آن‌ها نقش داشته است، می‌توان به نسل جنگ، ققنوس، هتل هوس و تونی اردمان اشاره نمود.